# インストアブランチ

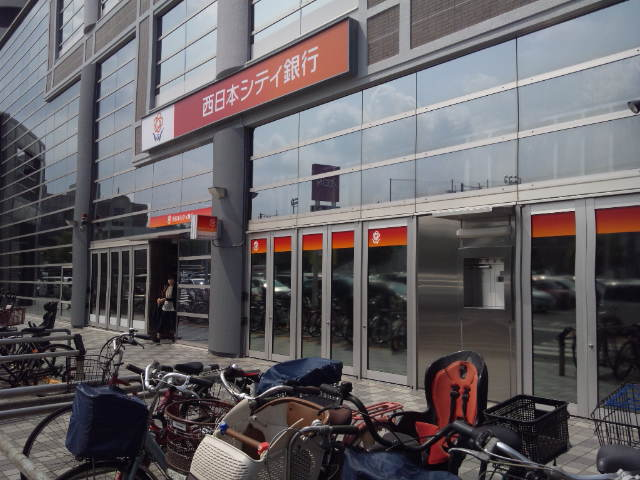
インストアブランチの一例
西日本シティ銀行田島支店（福岡県福岡市中央区）
イオンスタイル笹丘に併設されている。

インストアブランチとは、金融機関が商業施設内に展開する相談窓口的形態の店舗。

## 概要
インストアブランチ（ISB）は、原則的に「銀行法上の店舗（いわゆるフルバンキング業務を行う本店・支店・出張所・代理店）」ではなく、相談窓口や営業所扱いで開設・運営されている所が多い。即ち、銀行店舗とは別に設置された法人営業拠点や国際空港内の外貨両替コーナーと同等である。
従前、銀行店舗の新規開設は、大蔵省（現在の財務省）によって規制されていたが、1997年（平成9年）以後の銀行法改正により出店規制自体が緩和され、欧米で浸透しはじめていたISB形態の展開が現実的に可能となった。
各金融機関の中での捉え方や報道機関においてもその定義づけがあいまいであるため、ISBという言葉の定義が定まっていない。ただ専門家らによる書籍などでは、銀行の営業時間外の銀行店舗スペースを他のテナントエリアとシャッターで仕切らない荘内銀行やイオン銀行の店舗がISBのモデルケースとされる場合が多い。
営業形態は、近隣支店や本店営業部などに属するリテール向けの「営業所」あるいは「相談窓口」のため、法人営業は行わない。銀行側の判断によって現金の取り扱いも行わず（周辺のATMで預金口座の資金を出し入れする形となる）、資金移動を伴う取引は預金口座の振替による振込や定期預金などの預け出しなどに限定され、それ以外は住宅ローンの相談、銀行窓販保険商品や投資信託の相談・販売などに限定されている所が大多数である。主に都市部に見られる駅舎や駅ビル・テナントビル（オフィスビル・ファッションビルなど）内にフルバンキング店舗が入居しているものの路面と接している店舗や、空港内の支店・有人出張所などは「インストアブランチ」とは無関係であり、ISBと呼ぶのは誤用である。
1999年（平成11年）に荘内銀行がジャスコ山形北ショッピングセンター（現：イオン山形北ショッピングセンター）にISBを開設したことを皮切りに、地方銀行を中心に出店が開始され、イオン銀行は関係会社へISBの運営をほぼ全面委託して、全国に対面拠点の展開を図った。
ゆうちょ銀行は、ISBとして特化した店舗は展開していないが、郵政民営化以前のシティポストや大学・博物館明治村など一部の公共施設内に開設・運営された旧簡易郵便局は、その立地条件とゆうちょの取引に制約があるなどISBに近い性質が有る。
スルガ銀行清水町支店（サントムーン柿田川内）のようなフルバンキング店舗の場合は、商業施設のテナントであってもISBとは呼ばず、その一方で、百十四銀行ゆめタウン高松出張所（2021年6月で撤退）のようにISBと称していても、実態はフルバンキング店舗というものもあった。

### 現状
昨今のネットバンクの進展やコロナ禍を背景に、顧客が非対面チャネルを選択することが多くなり、来店客数も激減したため、最盛期には山形県内外で10店舗以上ISBを展開していた荘銀は、2022年（令和4年）7月末までに全店を撤退した。このほか、ISBを積極的に展開していた地銀でも同様の理由から撤退傾向にある。
一方で三井住友銀行は、ブランチインブランチ方式で統合した従来型支店跡地の近隣に、個人顧客に向けた「ストア」形態の店舗を出店している。

## インブランチストア
類似用語としてインブランチストア（Branch in Store）がある。これは本支店など銀行自前の建物の一部分を貸店舗として、飲食店やコンビニエンスストアなどの商業店舗を入居させる形態をいう。
1998年（平成9年）に銀行の建物の用途を規制していた「営業用不動産の有効活用に関する通達」が廃止された事に伴い、物販店用途に建物のフロアを賃貸させることが可能となった。但し、オフィスビルのように元々物販テナントへのフロア貸しを想定せずに設計された建物が殆どで、銀行としての執務スペースでフロアが満床の状態も多いため、こぞって参入する動きは見られていなかった。
2017年（平成29年）には、銀行業界から資産の有効活用を望む声を受け、金融庁が「中小・地域金融機関向けの総合的な監督指針」を改定し、地域のニーズや地元からの要請があれば、銀行が持つ不動産の賃貸部分を柔軟に広げられるようになった。これに基づき、京都銀行では2021年（令和3年）6月に河原町支店を11階のビルに建て替えた際、1階にコンビニエンスストア、2階に支店、3階以上にホテルが入る複合ビルをオープンさせた。ついで22年5月には、山科支店を10階建てのビルに建て替え、1階にコンビニエンスストア、2階に支店、3階以上を賃貸寮にした複合ビルもオープンさせている。
- 1993年（平成5年）に完成した日本長期信用銀行本店ビル（後の新生銀行本店ビル）1階の広大なエントランススペースに、スターバックスコーヒーが入居したのが初とされ、同行への所用が無い者でも立ち寄れる場所となったが、2008年頃に撤退した。なお、本店ビルは解体され、跡地に17年5月、日比谷パークフロントが竣工している。また、新宿支店（新宿エルタワー）など自社物件ではないもののスターバックスコーヒーと支店を複合させた店舗が複数存在する。
- 沖縄県内初のインブランチストアとなった琉球銀行松尾支店では、1階・2階が窓口営業のスペースだったところを2階へ続く階段やATMコーナーのスペースをそのままにして、残りの1階部分をコーヒーショップに改造して2階のみを営業窓口として設ける方法を採用した。つまりコーヒーショップへ行く場合、銀行正面の出入口よりATMコーナーのスペース部分を通ってから店舗へ移動する形態であった。現在はファミリーマート国際通り中央店が入居している。
- 関西アーバン銀行池田支店（現在の関西みらい銀行池田支店）も店舗リニューアルと同時に店舗1階にコーヒーショップが併設された。店舗機能・プレミアムサロン等は2～4階に移り、ATMコーナーが1階に残っている。